# Вилијам Смит
Вилијам Смит (енгл. William Smith; Черчил, 23. март 1769 — Нортхемптон, 28. август 1839) је био енглески геолог, заслужан за стварање прве националне геолошке карте. Иако познат као „отац енглеске геологије“, процес признавања његовог дела текао је прилично споро. Други су присвајали његов рад, он је био финансијски уништен, па је провео и неко време у затвору. Тек много касније Смиту су признате заслуге за достигнућа у области геологије.